# مؤتمر العلاقات الآسيوية

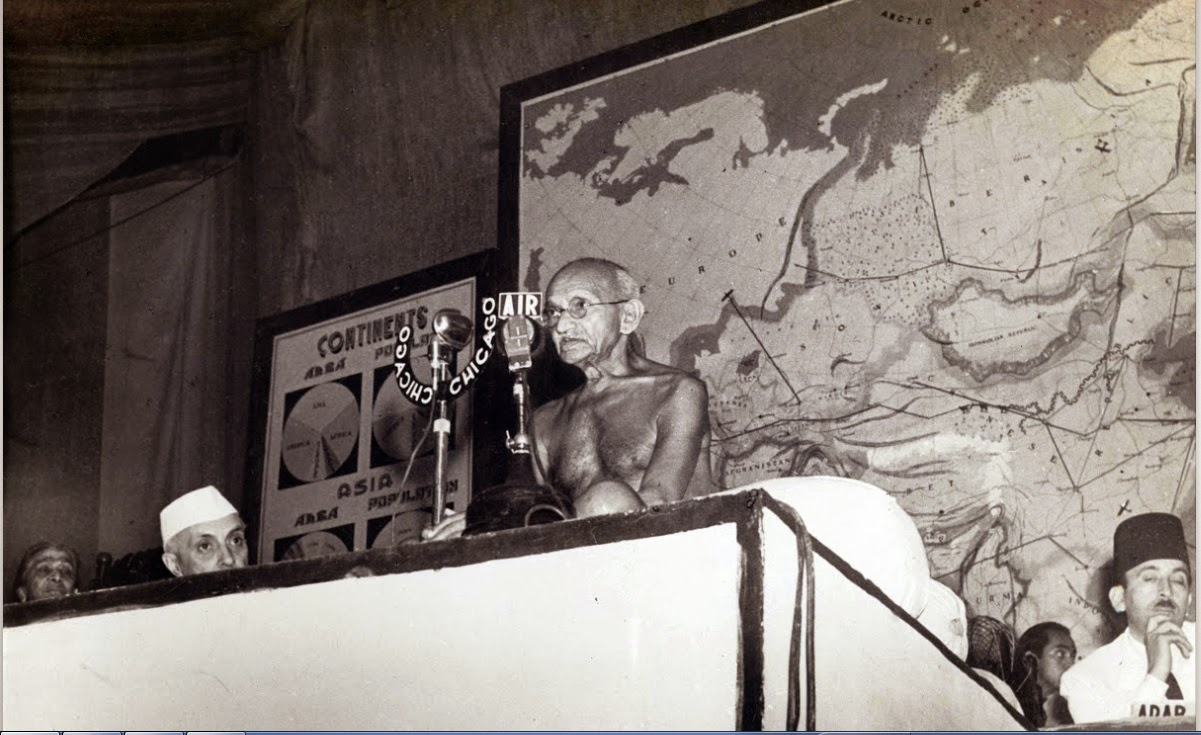

أقيم مؤتمر العلاقات الآسيوية في نيودلهي في مارس وأبريل عام 1947. وقد استضافه رئيس الوزراء الهندي جواهر لال نهرو، الذي كان يرأس وقتها حكومة مؤقتة، تلك الحكومة التي كانت تستعد لبدأ حركة استقلال الهند، والتي جاءت في 15 أغسطس عام 1947. حضر مؤتمر العلاقات الآسيوية العديد من زعماء حركات الاستقلال في آسيا، ويمثل هذا المؤتمر أول محاولة لتأكيد الوحدة الآسيوية. وكانت أهداف المؤتمر «جمع قادة آسيا من الرجال والنساء على منصة مشتركة لدراسة المشاكل ذات الاهتمام المشترك لشعوب القارة، ولتركيز الانتباه على المشاكل الاجتماعية والاقتصادية والثقافية في مختلف بلدان آسيا، وتعزيز الاتصال والتفاهم المتبادل».